# 林克賢
林克賢（1431年—？），字一中，浙江台州府黃巖縣人，明朝政治人物。進士出身。

## 生平
景泰七年（1456年）丙子科浙江鄉試第八十二名。成化二年（1466年）丙戌科會試第一百十名，殿試登進士第二甲第十二名。

## 家族
曾祖父林周民。祖父林仕浩。父亲林居止。